# Volkswagen Group MQB
Volkswagen Group MQB — автомобильная платформа концерна Volkswagen, считается первой модульной архитектурой в мировом автопроме. MQB по-немецки означает Modularer Querbaukasten, что можно приблизительно перевести как «Модульная поперечная матрица». Модульная платформа позволяет легко и быстро изменять колёсную базу и ширину колеи автомобилей, а также адаптировать конвейер завода под выпуск моделей разных классов. MQB предназначена для производства автомобилей европейских марок Volkswagen, Audi, Skoda, Seat и китайских Jetta с поперечным расположением двигателя. Первым автомобилем, в основу которого легла платформа MQB, стал Audi A3 третьего поколения.

## Автомобили на платформе MQB

### Серийные модели
- Audi A1 Mk2 (второго поколения)
- Audi A3 Mk3 (третьего поколения)
- Audi A3 Mk4 (четвёртого поколения)
- Audi Q2
- Audi Q3 Mk2 (второго поколения)
- Audi TT Mk3 (третьего поколения)
- Cupra Formentor
- Seat Arona
- SEAT Ateca (MQB-A0)
- Seat Ibiza Mk5 (пятого поколения)
- SEAT Leon Mk3 (третьего поколения)
- SEAT Leon Mk4 (четвёртого поколения)
- SEAT Tarraco
- Škoda Fabia Mk4 (четвёртого поколения, MQB-A0)
- Škoda Kamiq (MQB-A0)
- Škoda Karoq
- Škoda Kodiaq
- Škoda Octavia Mk3 (третьего поколения)
- Škoda Octavia Mk4 (четвёртого поколения)
- Škoda Scala (MQB-A0)
- Škoda Superb B8 (третьего поколения)
- Volkswagen Arteon
- Volkswagen Caddy Mk4 (четвертого поколения)
- Volkswagen Golf Mk7 (седьмого поколения)
- Volkswagen Golf Mk8 (восьмого поколения)
- Volkswagen Golf Sportsvan
- Volkswagen Jetta Mk7 (седьмого поколения, MQB-A0)
- Volkswagen Lamando
- Volkswagen Lavida
- Volkswagen Nivus
- Volkswagen Passat B8
- Volkswagen Polo Mk6 (шестого поколения, MQB-A0)
- Volkswagen T-Cross
- Volkswagen T-Roc (MQB-A1)
- Volkswagen Tayron
- Volkswagen Teramont
- Volkswagen Tharu
- Volkswagen Tiguan Mk2 (второго поколения)
- Volkswagen Touran Mk2 (второго поколения)
- Volkswagen Viloran
- Jetta VS5
- Jetta VS7
- Volkswagen Taos

### Концепт-кары
- Volkswagen Tarok